# Episodi di Alcoa Theatre (prima stagione)
La prima stagione della serie televisiva Alcoa Theatre è stata trasmessa in anteprima negli Stati Uniti d'America dalla NBC tra il 30 settembre 1957 e il 30 giugno 1958.
| nº | Titolo originale                  | Titolo italiano | Prima TV USA      | Prima TV Italia |
| -- | --------------------------------- | --------------- | ----------------- | --------------- |
| 1  | Silhouette of a Killer            |                 | 30 settembre 1957 |                 |
| 2  | Circumstantial                    |                 | 7 ottobre 1957    |                 |
| 3  | Lost and Found                    |                 | 14 ottobre 1957   |                 |
| 4  | Encounter on a Second Class Coach |                 | 21 ottobre 1957   |                 |
| 5  | The Danger by Night               |                 | 28 ottobre 1957   |                 |
| 6  | Guests for Dinner                 |                 | 4 novembre 1957   |                 |
| 7  | Voices in the Fog                 |                 | 11 novembre 1957  |                 |
| 8  | On Edge                           |                 | 18 novembre 1957  |                 |
| 9  | Hurricane                         |                 | 25 novembre 1957  |                 |
| 10 | Souvenir                          |                 | 2 dicembre 1957   |                 |
| 11 | The Crowd Pleaser                 |                 | 9 dicembre 1957   |                 |
| 12 | Cupid Wore a Badge                |                 | 16 dicembre 1957  |                 |
| 13 | The Tinhorn                       |                 | 30 dicembre 1957  |                 |
| 14 | The Face of Truth                 |                 | 30 dicembre 1957  |                 |
| 15 | The Victim                        |                 | 5 gennaio 1958    |                 |
| 16 | In the Dark                       |                 | 13 gennaio 1958   |                 |
| 17 | The Fatal Charm                   |                 | 20 gennaio 1958   |                 |
| 18 | Hidden Witness                    |                 | 27 gennaio 1958   |                 |
| 19 | Music in the Night                |                 | 3 febbraio 1958   |                 |
| 20 | The Caller                        |                 | 10 febbraio 1958  |                 |
| 21 | The White Flag                    |                 | 17 febbraio 1958  |                 |
| 22 | The Days of November              |                 | 24 febbraio 1958  |                 |
| 23 | Most Likely to Succeed            |                 | 3 marzo 1958      |                 |
| 24 | Even a Thief Can Dream            |                 | 10 marzo 1958     |                 |
| 25 | The Seventh Letter                |                 | 17 marzo 1958     |                 |
| 26 | Taps For Jeffrey                  |                 | 31 marzo 1958     |                 |
| 27 | Loudmouth                         |                 | 7 aprile 1958     |                 |
| 28 | A Frame For Mourning              |                 | 14 aprile 1958    |                 |
| 29 | My Wife's Next Husband            |                 | 21 aprile 1958    |                 |
| 30 | The Giant Step                    |                 | 28 aprile 1958    |                 |
| 31 | Most Likely to Succeed            |                 | 5 maggio 1958     |                 |
| 32 | The Lady Takes a Stand            |                 | 12 maggio 1958    |                 |
| 33 | The Perfectionist                 |                 | 19 maggio 1958    |                 |
| 34 | Decision by Terror                |                 | 26 maggio 1958    |                 |
| 35 | The Clock Strikes Twelve          |                 | 2 giugno 1958     |                 |
| 36 | Disappearance                     |                 | 9 giugno 1958     |                 |
| 37 | Johnny Risk                       |                 | 16 giugno 1958    |                 |
| 38 | Three Years Dark                  |                 | 23 giugno 1958    |                 |
| 39 | Decoy Duck                        |                 | 30 giugno 1958    |                 |